# Макьенок, Симон
Си́мон Макьенок Кри́стоферсен (дат. Simon Makienok Christoffersen; род. 21 ноября 1990[…], Нествед, Сторстрём) — датский футболист, нападающий клуба «Видовре» и сборной Дании.

## Клубная карьера
28 января 2012 года Макинок перешёл из «ХБ Кёге» в «Брондбю» за 470 тыс. фунтов, заключив 4-летний контракт. Дебютировал Симон за новый клуб 4 марта в игре против «Сённерйюска». Через неделю он забил свой первый гол, поразив ворота «Норшелланна» и принеся победу клубу со счетом 2:1. 3 мая Макинок сделал первый в своей карьере дубль в матче против «Силькеборга», внеся огромный вклад в победу «Брондбю» со счетом 3:2.
20 августа в газете Ekstra Bladet появилась информация, что «Терек» предложил за Макинока 1,5 миллиона евро и недельный оклад в размере 34 тыс. евро. Сам нападающий прокомментировал эту информацию так, что деньги для него не главное и он предпочитает остаться в Дании.
Последние недели летнего трансферного окна получились невероятно тяжелыми, на голову талантливого игрока градом обрушились предложения со всех концов света о продолжении карьеры. Интерес к игроку, успевшему записать на свой лицевой счёт 6 поединков за сборную Дании, проявили такие команды, как «Аталанта», «Чезена», «Кристал Пэлас», «Селтик», «Палермо» и многие другие.
Однако самым расторопным клубом среди всех оказался «Палермо». 30 августа 2014 года датчанин поставил под четырехлётним соглашением подпись после согласования суммы трансфера и прохождения медицинских тестов для врачей «Палермо», после чего предстал перед широкой публикой, держа в руках розовую футболку команды.
В июне 2017 года Симон перешёл в «Утрехт», подписав с клубом контракт на три года.

## Статистика

### Матчи Макьенока за сборную Дании
| Матчи Макьенока за сборную Дании | Матчи Макьенока за сборную Дании | Матчи Макьенока за сборную Дании | Матчи Макьенока за сборную Дании | Матчи Макьенока за сборную Дании | Матчи Макьенока за сборную Дании |
| -------------------------------- | -------------------------------- | -------------------------------- | -------------------------------- | -------------------------------- | -------------------------------- |
| №                                | Дата                             | Соперник                         | Счёт                             | Голы Макьенока                   | Соревнование                     |
| 1                                | 22 марта 2013                    | Чехия                            | 3:0                              | —                                | Чемпионат мира 2014 (отбор)      |
| 2                                | 26 марта 2013                    | Болгария                         | 1:1                              | —                                | Чемпионат мира 2014 (отбор)      |
| 3                                | 5 июня 2013                      | Грузия                           | 2:1                              | —                                | Товарищеский матч                |
| 4                                | 11 июня 2013                     | Армения                          | 0:4                              | —                                | Чемпионат мира 2014 (отбор)      |
| 5                                | 10 сентября 2013                 | Армения                          | 1:0                              | —                                | Чемпионат мира 2014 (отбор)      |
| 6                                | 11 октября 2013                  | Италия                           | 2:2                              | —                                | Чемпионат мира 2014 (отбор)      |

Итого: 6 матчей / 0 голов; 3 победы, 2 ничьи, 1 поражение.